# Filmes de 1939 da RKO Pictures

## A RKO em 1939

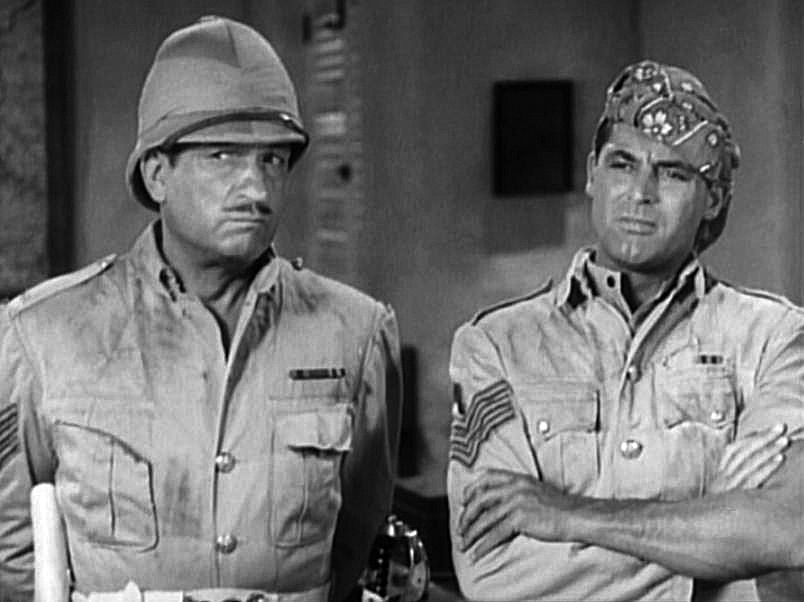
Douglas Fairbanks Jr. e Cary Grant no trailer de Gunga Din, que, ao custo de 1.915.000 dólares, se tornou o filme mais caro da RKO até então.

Uma das primeiras medidas de George J. Schaefer, o novo presidente da empresa, foi ressuscitar as unidades de produção, introduzidas por David O. Selznick  no início da década. Essa ideia, de contratar produtores de fora para fazer filmes que seriam distribuídos com o selo da RKO, nunca havia sido levada a sério pelo estúdio..
Entre os independentes que assinaram com Schaefer nesse ano estavam dois empresários da Broadway, uma dupla de roteiristas e a Stephens-Lang, organização que forneceria à RKO produções baseadas em um personagem radiofônico chamado "Dr. Christian". Porém, a maior contratação de Schaefer foi o jovem Orson Welles, que chegou com sua companhia, Mercury. O contrato dava a Welles uma enorme (e quase inédita) liberdade criativa—desde que seus filmes não ultrapassassem, cada um, o orçamento de 500.000 dólares.
O início da Segunda Guerra Mundial, em setembro, trouxe grande preocupação aos executivos da companhia. O presidente Schaefer acreditava que a perda de importantes mercados internacionais levaria, quase certamente, à redução do número de filmes produzidos, à diminuição dos orçamentos e à volta da política do "aperto de cinto", praticada anos antes. Para tentar fazer frente a essa situação, ele de imediato impôs cortes nos salários de todos que recebiam mais de 4500 dólares anualmente.
Devido a constantes atritos com Schaefer, Pandro S. Berman demitiu-se da chefia de produção e cortou definitivamente seus laços com o estúdio. Ele ainda completou The Hunchback of Notre Dame e Vigil in the Night antes de ir para a MGM no final do ano. Para seu lugar, isto é, para cuidar das produções classe A, foi chamado Harry Edington, um ex-agente a quem faltava experiência.
A RKO lançou 49 filmes em 1939. Em termos de qualidade, este foi o melhor ano da companhia. Infelizmente, 1939 foi um ano excepcional também para os demais estúdios, que lançaram, entre outros, Ninotchka (MGM), Wuthering Heights (United Artists), Mr. Smith Goes to Washington (Columbia), Gone with the Wind (MGM), Stagecoach (United Artists), Young Mr. Lincoln (20th Century-Fox) e The Wizard of Oz (MGM). Com isso, filmes que em outra épocas causariam inveja a toda a indústria de Hollywood, acabaram vítimas de uma enorme concorrência.
Além de The Hunchback of Notre Dame, os campeões de bilheteria foram Bachelor Mother, Fifth Avenue Girl, Five Came Back, Love Affair, That's Right—You're Wrong, In Name Only e The Saint in London. Love Affair recebeu seis indicações ao Oscar, todavia o único premiado foi, mais uma vez, um produto dos Estúdios Disney, The Ugly Duckling, que recebeu o Oscar de Melhor Curta-Metragem de Animação.
Apesar de tantas produções prestigiosas, o balanço final apontou um prejuízo de 185.495 dólares.

## Prêmios Oscar
12.ª cerimônia, com os filmes lançados em Los Angeles no ano de 1939
| Filme                       | Indicações | Premiações                        |
| --------------------------- | --- | --------------------------------- |
| Bachelor Mother             | Melhor História Original | ---                               |
| The Hunchback of Notre Dame | Melhor Trilha Sonora Original Melhor Mixagem de Som | ---                               |
| Love Affair                 | Melhor Filme Melhor Atriz (Irene Dunne) Melhor Atriz Coadjuvante (Maria Ouspenskaya ) Melhor História Original Melhor Direção de Arte Melhor Canção Original | ---                               |
| Nurse Edith Cavell          | Melhor Trilha Sonora Original | ---                               |
| The Ugly Duckling           | Melhor Curta-Metragem de Animação | Melhor Curta-Metragem de Animação |
| Way Down South              | Melhor Trilha Sonora Original | ---                               |

## Os filmes do ano
| Título original                      | Título PT/BR                        | Título PT/PT                 | Astros                             | Diretor                          |
| ------------------------------------ | ----------------------------------- | ---------------------------- | ---------------------------------- | -------------------------------- |
| Allegheny Uprising                   | O Primeiro Rebelde                  | O Primeiro Rebelde           | Claire Trevor, John Wayne          | William A. Seiter                |
| Almost a Gentleman                   |                                     |                              | James Ellison, Helen Wood          | Leslie Goodwins                  |
| Arizona Legion                       | A Legião do Arizona                 |                              | George O'Brien, Laraine Day        | David Howard                     |
| Bachelor Mother                      | Mãe por Acaso                       | Mãezinha à Força             | Ginger Rogers, David Niven         | Garson Kanin                     |
| Bad Lands                            |                                     |                              | Robert Barrat, Douglas Walton      | Lew Landers                      |
| Beauty for the Asking                | Beleza a Granel                     |                              | Lucille Ball, Patric Knowles       | Glenn Tryon                      |
| Boys Slaves                          |                                     | Pequenos Vagabundos          | Anne Shirley, Roger Daniel         | P. J. Wolfson                    |
| Career                               |                                     |                              | Anne Shirley, Edward Ellis         | Leigh Jason                      |
| Conspiracy                           | Conspiradores                       |                              | Allan Lane, Linda Hayes            | Lew Landers                      |
| The Day the Bookies Wept             |                                     |                              | Joe Penner, Betty Grable           | Leslie Goodwins                  |
| Escape to Paradise                   |                                     |                              | Bobby Breen, Kent Taylor           | Erle C. Kenton                   |
| Everything's on Ice                  |                                     |                              | Irene Dare, Edgar Kennedy          | Erle C. Kenton                   |
| Fifth Avenue Girl                    | A Garota da Quinta Avenida          | A Rapariga da Quinta Avenida | Ginger Rogers, Walter Connolly     | Gregory La Cava                  |
| The Fighting Gringo                  | Valentia de Gringo                  |                              | George O'Brien, Lupita Tovar       | David Howard                     |
| Fisherman's Wharf                    |                                     |                              | Bobby Breen, Leo Carrillo          | Bernard Vorhaus                  |
| Five Came Back                       | Cinco Devem Voltar                  | Voltaram Cinco               | Chester Morris, Lucille Ball       | John Farrow                      |
| Fixer Dugan                          |                                     |                              | Lee Tracy, Virginia Weidler        | Lew Landers                      |
| The Flying Deuces                    | Os Tolos Voadores                   | Homens... Sem Asas           | Stan Laurel, Oliver Hardy          | A. Edward Sutherland             |
| Full Confession                      | A Última Confissão                  | A Última Confissão           | Victor McLaglen, Sally Eilers      | John Farrow                      |
| The Girl and the Gambler             | A Pomba e o Milhafre                |                              | Leo Carrillo, Tim Holt             | Lew Landers                      |
| The Girl from Mexico                 |                                     | Uma Mexicana Endiabrada      | Lupe Velez, Donald Woods           | Leslie Goodwins                  |
| The Great Man Votes                  | O Grande Homem Vota                 | Plebiscito                   | John Barrymore, Peter Holden       | Garson Kanin                     |
| Gunga Din                            | Gunga Din                           | Gunga Din                    | Cary Grant, Victor McLaglen        | George Stevens                   |
| The Hunchback of Notre Dame          | O Corcunda de Notre Dame            | Nossa Senhora de Paris       | Charles Laughton, Cedric Hardwicke | William Dieterle                 |
| In Name Only                         | Esposa Só no Nome                   | Engano Nupcial               | Carole Lombard, Cary Grant         | John Cromwell                    |
| Love Affair                          | Duas Vidas                          | Ele e Ela                    | Irene Dunne, Charles Boyer         | Leo McCarey                      |
| The Marshall of Mesa City            | Ordem a Fogo                        | Carga de Valentes            | George O'Brien, Virginia Vale      | David Howard                     |
| Meet Doctor Christian                | Consciência de Médico               | Sonho de Uma Vida            | Jean Hersholt, Dorothy Lovett      | Bernard Vorhaus                  |
| Nurse Edith Cavell                   | A Enfermeira Edith Cavell           | O Caso Edith Cavell          | Anna Neagle, Edna May Oliver       | Herbert Wilcox                   |
| Pacific Liner                        | Transpacífico                       | O Dragão do Mar              | Victor McLaglen, Chester Morris    | Lew Landers                      |
| Panama Lady                          | Penhor de Honra                     |                              | Lucille Ball, Allan Lane           | Jack Hively                      |
| Racketeers of the Range              | Rancheiros e Piratas                |                              | George O'Brien, Chill Wills        | D. Ross Lederman                 |
| Reno                                 | Reno, Paraíso dos Divórcios         | A Lei Esquecida              | Richard Dix, Gail Patrick          | John Farrow                      |
| The Rookie Cop                       | Faro de Polícia                     |                              | Tim Holt, Virginia Weidler         | David Howard                     |
| The Saint in London                  | O Santo em Londres                  | O "Saint" em Londres         | George Sanders, Sally Gray         | John Paddy Carstairs             |
| The Saint Strikes Back               | A Volta do Santo                    | O "Santo" Revolta-se         | George Sanders, Wendy Barrie       | John Farrow                      |
| Sorority House                       | Adolescência                        |                              | Anne Shirley, James Ellison        | John Farrow                      |
| The Spellbinder                      | Em Defesa da Filha                  |                              | Lee Tracy, Barbara Read            | James Hively                     |
| The Story of Vernon and Irene Castle | A História de Irene e Vernon Castle | O Bailado da Saudade         | Fred Astaire, Ginger Rogers        | H. C. Potter                     |
| Sued for Libel                       |                                     |                              | Kent Taylor, Linda Hayes           | Leslie Goodwins                  |
| That's Right—You're Wrong            | Isso Mesmo, Está Errado             | Rapsódia da Ilusão           | Kay Kyser, Adolphe Menjou          | David Butler                     |
| The Flying Irishman                  |                                     | Asas Sobre o Mar             | Douglas Corrigan, Paul Kelly       | Leigh Jason                      |
| They Made Her a Spy                  | Fizeram-me Uma Espiã                |                              | Sally Eilers, Allan Lane           | Jack Hively                      |
| Three Sons                           |                                     |                              | Edward Ellis, William Gargan       | Jack Hively                      |
| Timber Stampede                      | Sangue Indomável                    |                              | George O'Brien, Chill Wills        | David Howard                     |
| Trouble in Sundown                   | Cofre do Barulho                    |                              | George O'Brien, Rosalind Keith     | David Howard                     |
| Twelve Crowded Hours                 | Doze Horas de Aflição               |                              | Richard Dix, Lucille Ball          | Lew Landers                      |
| Two Thoroughbreds                    |                                     |                              | Jimmy Lydon, Joan Leslie           | Jack Hively                      |
| Way Down South                       |                                     |                              | Bobby Breen, Alan Mowbray          | Leslie Goodwins, Bernard Vorhaus |